# Distretto di Nakai
Il distretto di Nakai è uno dei nove distretti (mueang) della provincia di Khammouan, nel Laos. Ha come capoluogo la città di Nakai.